# Archytas nivalis
Archytas nivalis là một loài ruồi trong họ Tachinidae.